# Бишвилер
Бишвилер (фр. Bischwiller) насеље је и општина у источној Француској у региону Алзас, у департману Доња Рајна која припада префектури Хагенау.
По подацима из 2011. године у општини је живело 12.598 становника, а густина насељености је износила 730,32 становника/km². Општина се простире на површини од 17,25 km². Налази се на средњој надморској висини од 135 метара (максималној 147 m, а минималној 123 m).

## Демографија
| 1962. | 1968. | 1975. | 1982.  | 1990.  | 1999.  | 2011.  |
| ----- | ----- | ----- | ------ | ------ | ------ | ------ |
| 8.198 | 8.780 | 9.653 | 10.612 | 10.969 | 11.596 | 12.598 |

График промене броја становника у току последњих година

## Партнерски градови
- Хорнберг